# Mansur Madavi
Mansur Madavi (* 1942 in Mianeh, Ost-Aserbaidschan; † 7. Dezember 2022 in Zwölfaxing (Niederösterreich)) war ein österreichischer Filmregisseur, Kameramann, Autor und Produzent iranischer Herkunft.

## Leben und Wirken
In einem kleinen Ort nahe Ararat geboren, zog er in seiner Kindheit mit seiner Familie nach Wien, wo er an einem Realgymnasium maturierte. Er begann ein viersemestriges Medizinstudium und wechselte anschließend an die Grafikabteilung der Akademie der bildenden Künste. Schließlich studierte an der Filmakademie die Fächer Regie und Kamera, die er beide 1970 mit Auszeichnung abschloss. Seine ersten Kurzfilme – Sparringpartner, Die Schere, Das Guckloch und Anthropos – entstanden bereits während der Studienzeit.
Neben Kurzfilmen entstehen in den ersten Jahren nach Abschluss der Filmakademie Dokumentar- und Kulturfilme für das Fernsehen. Sein Spielfilmdebüt lieferte er 1974 mit Die glücklichen Minuten des Georg Hauser ab. Seine Spielfilme sind zumeist Dramen, die sich mit tragischen Einzelschicksalen und sozialen und gesellschaftlichen Aspekten der Gegenwart auseinandersetzen. So handelt der 1976 erschienene Film Notausgang von den Möglichkeiten der Freiheit in der westlichen Gesellschaft. In Die blinde Eule (1978) wiederum erzählt er von einem Mädchen, das aus einem Erziehungsheim flieht. Es ist einer der ersten österreichischen Filme, der sich mit dem Leben von in irgendeiner Weise weggesperrten Personen beschäftigt – ein Thema, das im österreichischen Filmschaffen des folgenden Jahrzehnts häufig behandelt wurde. 1982 inszenierte Madavi den gesellschaftskritischen Film Ein wenig Sterben, mit Alfred Solm als alten Mann, der gegen die Vertreibung aus seiner Wohnung kämpft.
Madavis Filme wurden unter anderem an den internationalen Filmfestivals von Karlsbad, Locarno, Moskau, Warna, Oberhausen, Teheran, Tunis, Karthago, San Sebastian, San Remo und London gezeigt.
Sein poetisches Meisterwerk With Closed Eyes (mit geschlossenen Augen) wurde beim Filmfestival in San Francisco aufgeführt.
2010 widmete ihm das Filmarchiv Austria im Rahmen der Diagonale einen Tribut.
Als Leiter der von ihm gegründeten Mahdavi Films ist er auch als Filmproduzent tätig.

## Zitate
„Ich lasse den Dingen die Zeit, die sie brauchen“

## Filmografie
Filme, bei denen Mansur Madavi Regie geführt hat, sofern nicht anders angegeben:
- 1967: Sparringpartner (Kurzfilm)
- 1968: Die Schere (Kurzfilm)
- 1969: Das Guckloch (Kurzfilm)
- 1970: Anthropos (Kurzfilm)
- 1970: Warum singst du nicht
- 1971: Bora Bya
- 1974: Das Manifest (als Kameramann; Regie: Antonis Lepeniotis)
- 1974: Die glücklichen Minuten des Georg Hauser (auf DVD erhältlich)
- 1976: Notausgang mit Thomas Stolzeti
- 1979: Die blinde Eule
- 1980: Ein wenig sterben
- 1984: Dicht hinter der Tür
- 1990: Lange Schatten
- 1999: Mit geschlossenen Augen

## Auszeichnungen
- Fantasporto, Portugal, 1985:
  - Critics' Award – Special Mention für Dicht hinter der Tür
  - International Fantasy Film Special Jury Award für Dicht hinter der Tür
  - Nominierung zum International Fantasy Film Award für Dicht hinter der Tür
- 1983: Österreichischer Würdigungspreis für Filmkunst für Ein wenig sterben[4]